# One Love (嵐の曲)
『One Love』（ワン・ラヴ）は、日本の男性アイドルグループ・嵐の通算22枚目となるシングル。2008年6月25日にジェイ・ストームから発売された。

## 概要
シングルは初回限定盤・通常盤での発売。初回限定盤には、DVDの他にボーナストラックとして漫画『花より男子』を原作としたドラマ『花より男子』『花より男子2（リターンズ）』、映画『花より男子F』の主題歌3曲をメドレーにしたものである「FINAL Remix feat.WISH, Love so sweet & One Love」が収録されており、これは2008年6月27日に生放送された『花より男子・特別編』でテレビ初披露になった。通常盤には、カップリング曲「How to fly」と、それぞれのオリジナル･カラオケが収録される。
表題曲は、メンバーである松本潤が出演した映画『花より男子F（ファイナル）』（主演：井上真央）の主題歌。同作関連のタイアップは「WISH」、「Love so sweet」に続くものであり、映画主題歌としては「アオゾラペダル」以来である。歌詞は、結婚する男性が相手女性への思いを綴ったものとなっており、「COUNT DOWN TV」の「結婚式で聞きたい歌ランキング」（2009年6月）では1位、オリコンの「定番のウエディングソングランキング」（2009年）では3位となるなど、結婚式の定番曲となりつつある。PVは、嵐としては初のフルCGとなっており、「We can make it!」も手がけた福居英晃が監督を務めた。なお、この曲をテレビで披露する際には、嵐の曲の中では珍しいスタンドマイクを使用。これは11作目のシングル「ハダシの未来」以来であり、振り付けは屋良朝幸（Musical Academy）が担当。レコーディングをしている時点では「I LOVE YOU」というタイトルで進められていた。
2008年8月5日に、『通常盤・映画「花より男子ファイナル」大ヒット!!記念仕様』が追加発売された。こちらは、通常盤の内容に加え、ボーナスコンテンツとして、メンバーの松本潤が演じる道明寺司の劇中におけるセリフが特別収録されている。
2012年3月5日放送の『HEY!HEY!HEY! MUSIC CHAMP』で行った「今聴きたい!嵐の思い出の名曲集 嵐の名曲リクエスト TOP10」で1位を獲得した。
本作から26枚目の「明日の記憶/Crazy Moon〜キミ・ハ・ムテキ〜」までのシングル曲は、オリジナルアルバムに収録されていない。
2016年12月31日放送のメンバーの相葉雅紀が白組司会を務めた、第67回NHK紅白歌合戦にて「嵐 紅白SPメドレー2016」の最後の3曲目として、白組のトリおよび大トリで披露した。
2020年2月28日リリースのデジタルEP「Reborn Vol.1」には、今作の表題曲をリプロダクションした「One Love : Reborn」が収録された。

## チャート成績
2008年7月7日付のオリコン週間シングルランキングで、首位を獲得。嵐としては「PIKA★★NCHI DOUBLE」から11作連続、18作目の首位獲得となった。初動売上は約31.4万枚であった。
2008年オリコン年間シングルチャートでは、集計期間内に約52.4万枚を売り上げ、次作の「truth/風の向こうへ」に次ぎ2位を獲得。累計売上は56万枚。同一グループでの年間1位、2位独占は1989年のプリンセス プリンセス以来（「Diamonds」、「世界でいちばん熱い夏」）19年ぶり・史上5組目となった。

## 収録曲

### CD

#### 通常盤
1. One Love
作詞：youth case
作曲：加藤裕介
編曲：石塚知生
  - 松本潤出演 映画『花より男子F（ファイナル）』主題歌
2. How to fly
作詞：UNITe
作曲：R.P.P., Anderz Wrethov
3. One Love（オリジナル・カラオケ）
4. How to fly（オリジナル・カラオケ）
5. 道明寺司 劇中セリフ
通常盤・映画「花より男子ファイナル」大ヒット!!記念仕様のみ収録。

#### 初回限定盤
1. One Love
2. FINAL Remix feat. WISH, Love so sweet & One Love
ドラマ・映画『花より男子』の主題歌となった15thシングル、18thシングルと今作の表題曲計3曲を繋げたリミックス。

### DVD
※初回限定盤のみ
1. 「One Love」ビデオ・クリップ

## 収録アルバム
- 5×10 All the BEST! 1999-2009（#1）
- ウラ嵐マニア（通常盤#2）
- 5×20 All the BEST!! 1999-2019（#1）
- ウラ嵐BEST 2008-2011（通常盤#2, 初回限定盤#2）

## 映像作品
One Love
- ARASHI AROUND ASIA 2008 in TOKYO
- ARASHI Anniversary Tour 5×10
- ARASHI 10-11 TOUR "Scene"〜君と僕の見ている風景〜 STADIUM
- ARASHI 10-11 TOUR "Scene"〜君と僕の見ている風景〜 DOME+
- ARASHI LIVE TOUR Beautiful World
- ARASHI アラフェス NATIONAL STADIUM 2012
- ARASHI Live Tour 2013 “LOVE”
- ARASHI LIVE TOUR 2014 THE DIGITALIAN
- ARASHI Anniversary Tour 5×20
- アラフェス2020 at 国立競技場（One Love:Reborn）
- This is 嵐 LIVE 2020.12.31

## One Love: Reborn
「One Love : Reborn」は、嵐の楽曲。2020年2月28日にJ Stormから配信されたEP「Reborn Vol.1」が初収録、初公開となった。

### 楽曲詳細
1. One Love : Reborn
作詞・作曲：youth case, Yusuke Kato, Andreas Carlsson, Erik Lidbom
  - 22ndシングルのリプロダクション（リアレンジ・レコーディング）楽曲

17thアルバム『This is 嵐』の初回限定盤で初CD化された。

## カヴァー
- 蘭華 - 『SWEETS! MACARON POP featuring Ranka』（2009年11月17日発売。After Time NQCL-1012。編曲：綾部健三郎。）に収録。